# Bröt-Anund

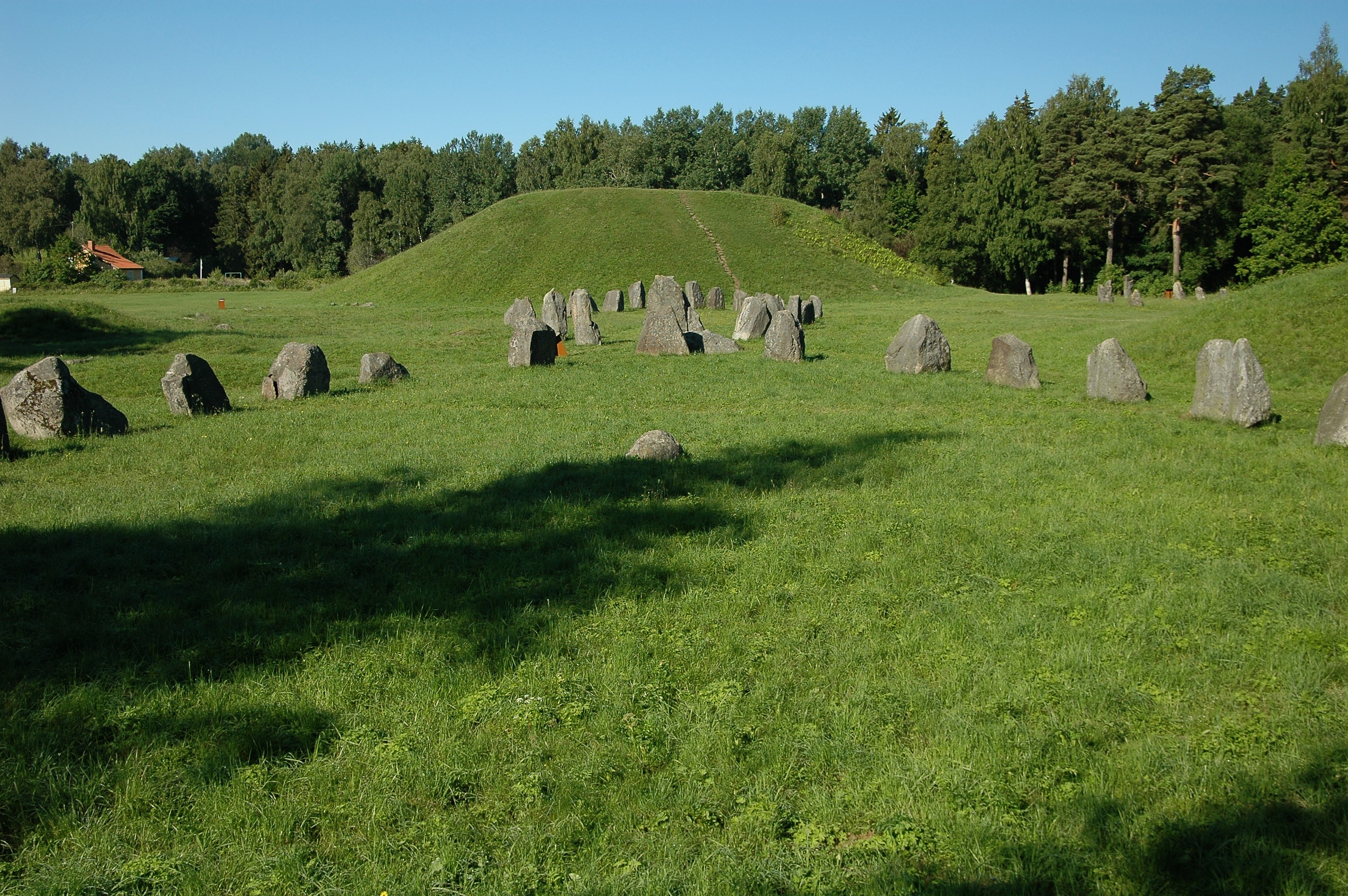
Den mytomspunna Anundshögen som av Johan Peringskiöld gissats vara Bröt-Anunds grav.

Bröt-Anund var en protohistorisk svensk sagokung i Svitjod, vars status som sagofigur eller historisk person är omtvistad. Om han har existerat bör han ha verkat under första hälften av 600-talet. Anund tillhör enligt sagokällorna Ynglingaätten, och hans hemområde ska ha varit Tiundaland, som det framstår som att han styrde direkt. Han sägs ha haft underlydande häradskungar runtom i Svitjod, liksom gårdar (tidigare tolkat som husbyar).
Bröt betyder 'väg' på fornsvenska, och Bröt-Anund kallades enligt Ynglingasagan så för att han lät göra vägar i Svitjod. Han ska också ha röjt skog och låtit bebygga röjningarna.
Den främsta källan rörande Bröt-Anund är Snorres Ynglingasagan från omkring 1230, men han finns också omnämnd i Historia Norvegiæ från andra halvan av 1100-talet.

## Ynglingasagan och Historia Norvegiæ
Anund efterträdde enligt Ynglingasagan sin far, kung Yngvar, som kung i Svitjod, och var far till kung Ingjald illråde. Kung Yngvar ska ha stupat i strid mot esterna under ett härjningståg. För att hämnas fadern ska Anund ha dragit ut med sin här till Estland, och kommit tillbaka med ett stort byte "på hösten".
Svitjod sägs ha varit mycket skogigt med många ödemarker. Anund ska ha lagt ner "mycket iver och kostnad" på att låta röja i skogarna, bebygga röjningarna och göra vägar "över skogar, myrar och fjäll; därför kallades han Bröt-Anund", 'Väg-Anund'. Det sägs vidare att folket i Svitjod var talrikt nog för att befolka de nya områdena.
Ynglingasagan berättar också att det vida omkring i Svitjod fanns häradskungar, som lydde under Anund, bland andra en omnämnd kung Ingvar i Fjädrundaland, far till Ingjalds jämnåriga Alv och Agnar. Anund själv härskade i Tiundaland, "där ligger Uppsala och där är alla svears ting", och Svipdag blinde, far till Gautvid, var hans rådgivare – dessa var också fosterfar respektive fosterbror till Anunds son Ingjald.
Anund lät bygga gårdar åt sig i varje storbygd i Svitjod, och for på gästning i gårdarna. God fred ska enligt sagan ha rådit i landet, man ska ha haft god årsväxt under hans tid, och Anund ska ha blivit mycket rik. Han ska ha varit omtyckt och rik på vänner.
Om Anunds död finns olika uppgifter, både i urkällorna och i tolkningen av dem. I Ynglingatal berättar Snorre först att Anund ska ha dött på en plats som heter Himmelshed, med trånga fjälldalar och höga berg på båda sidorna. I höstregnet rasade snö, lera och sten ner från bergen, och Anund och många av hans män ska ha dött. Snorre citerar sedan en vers från den äldre Ynglingatal av Tjodolf av Hvin, med en del kryptiska referenser.
Enligt Historia Norwegiæ skall han ha dödats av sin halvbror Sigvard. 
Anund ska ha efterträtts av sin son Ingjald Illråde, som blev den siste sveakungen av Ynglingaätten. Dennes son Olof ska i sin tur sedermera ha blivit tvungen att fly till Värmland, där han likt Anund blev skogsröjare och kallades därför Trätälja.

### Tolkningar
Anunds system med kungsgårdar tillhörande kungen, i "varje storbygd", liknar det tidigmedeltida systemet med husbyar. Förr har man tolkat texten om Anund som ett tidigt belägg för husbyarna, men idag anser man att det systemet uppkom några århundraden senare.[källa behövs]

## Utpekade gravhögar
I Badelunda socken i utkanten av Västerås finns Sveriges största gravhög. Högen, som troligen kan dateras till folkvandringstid-vikingatid – omkring år 400–1100 i Sverige – kallas sedan åtminstone medeltiden Anundshögen. Nära gravhögen finns en runsten ristad av Vred, som nämner namnet Anund (bror till Heden). Runstenen skulle kunna ha gett upphov till högens namn. 1600-tals-fornforskaren Johan Peringskiöld gissade att detta var kung Anunds grav.
Ibland har man satt likhetstecken mellan Himmelshed och sockennamnet Himmeta i Västmanland och i så fall skulle Ströbohögen kunna betraktas som Anunds gravhög.[källa behövs]
Strax väster Åraslöv finns en långdös som kopplats till Bröt-Anund i traditionen men som är betydligt äldre, daterad till stenåldern.